# Chloroclystis sandycias
Chloroclystis sandycias är en fjärilsart som beskrevs av Edward Meyrick 1905. Chloroclystis sandycias ingår i släktet Chloroclystis och familjen mätare. Inga underarter finns listade i Catalogue of Life.